# Cartoon Network: Invasão
"Cartoon Network: Invasão" é um crossover que estreou nos Estados Unidos em 2007, e no Brasil em 2008. O evento inclui episódios inéditos de cinco séries: Foster's Home for Imaginary Friends, Ed, Edd n Eddy, Camp Lazlo, My Gym Partner's a Monkey e The Grim Adventures of Billy and Mandy.

## Shows
Invasão marcou a estreia de cinco novos episódios extras de cinco séries do canal. Cada episódio listado abaixo dura entre 23 e 30 minutos.
- Capítulo 1: Foster's Home for Imaginary Friends: "Cheese A Go-Go"
- Capítulo 2: Ed, Edd n Eddy: "Os Dus Estão Vindo"
- Capítulo 3: My Gym Partner's a Monkey: "That Darn Platypus"
- Capítulo 4: Camp Lazlo: "A Truta Estranha de Outro Espaço / Cheese Orbs"
- Capítulo 5: The Grim Adventures of Billy and Mandy: "Billy and Mandy Moon the Moon"